# سوني ألوكو
سوني ألوكو (بالإنجليزية: Sone Aluko) هو لاعب نيجيري يلعب لنادي هال سيتي في خط الهجوم. وزنه 62 كغ وطوله 173 سم. لعب 25 مباراة هذا الموسم وشارك كأساسي في 13 منها وسجل هدف واحد فقط وتحصل على بطاقة صفراء واحدة. ظهر في عام 2007 مع نادي أبردين ولعب 20 مباراة وسجل 3 اهداف ومن ثم انتقل إلى نادي بلاك بول على سبيل الإعارة في عام 2008 ولعب مباراة واحدة فقط وعاد إلى ناديه السابق أبردين في نفس العام ولعب معهم 82 مباراة سجل من خلالهم 7 أهداف فقط ومن ثم انتقل إلى نادي رينجرز في عام 2011 لعب معهم 21 مباراة وسجل 12 هدف وفي عام 2012 انتقل إلى نادي هال سيتي ولعب معهم 65 مباراة إلى حد الآن وسجل من خلالهم 10 أهداف.